# ピンスクリーンアニメーション
ピンスクリーンアニメーションは、アニメーションの技法の一種。「ピンスクリーン」と呼ばれる装置を使って制作される。フランス人のアレクサンドル・アレクセイエフと彼の妻クレア・パーカーによって技術が開発された。

## 概要

### ピンスクリーン
板に開けられた小さな穴に数十万本ものピンがビッシリと差し込まれた白いスクリーンのこと。画面の横から光が差し込むと、各ピンに影ができる。各ピンは、穴の中を前後にスライドできるため、さまざまな影を落とすことができる。意図しない位置ズレや、それによる画像エラーを回避するために、移動に対してある程度の抵抗力があり、ピンが簡単に移動することを防いでいる。ピンの動きの抵抗は、ピンスクリーンのキャリブレーションによって異なる。

### 制作方法
1. ピンスクリーンに斜め横から照明光を当てる。
2. 板に差し込まれた数十万本ものピンの影が板（画面）全体に落ちて、暗くなる。
3. ピンの差し込みの長さを変えることで影の明暗を変え、絵を作製する。この時、物体を板に押し付けることでピンを出し入れする。ピンを前方に押し出すほど白い画面が暗くなり、表面からはみ出す。ピンを押し込むほど影が薄くなり、画面が明るくなり、灰色がかったトーンになり、最終的には再び真っ白な画面になる。
4. これを1枚ずつ撮影してアニメーションにする。

### 仕上がり
光と影を利用した技法のため、画面はモノクロになる。また、出来上がる動画は木炭画がモコモコ動くような独特のものとなる。
この技法は、従来のセルアニメーションを含む、他のアニメーション技法では実現が難しいテクスチャー効果を備えたアニメーションフィルムを作成するために使用された。

## 発明者

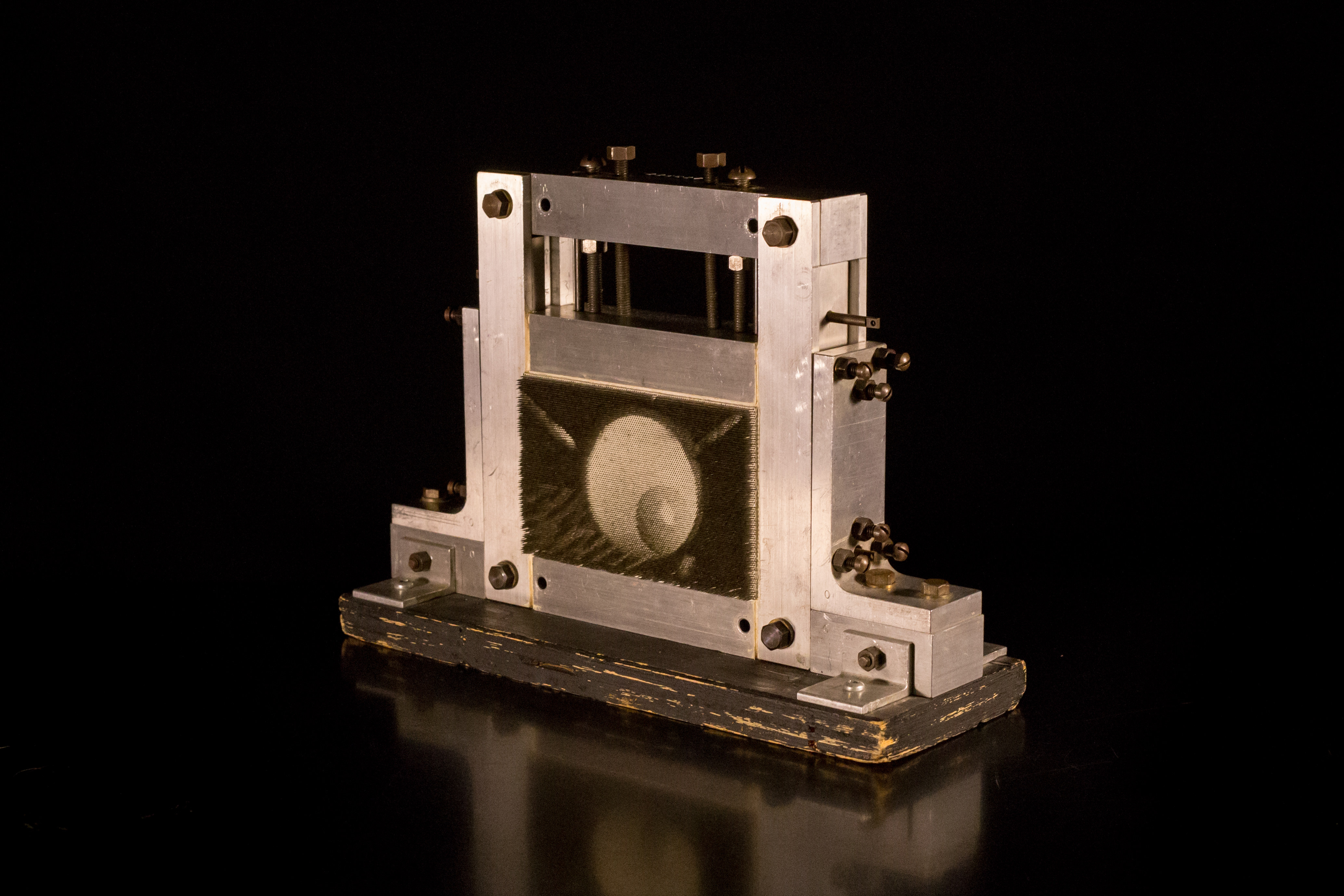
アニメーションに使用するピンスクリーン（初期モデル）

フランス人のアレクサンドル・アレクセイエフと彼の妻クレア・パーカーによって技術が開発された。
クレア・パーカーによると、ピンスクリーンによって作成された画像は、セルアニメーションのフラットな「コミック」の側面から脱出し、代わりにキアロスクーロや影の効果を利用して劇的で詩的なアニメーション映画を作成することを可能にした。ピンの影から投影される目的のグレートーンを取得するには、いくつかの方法が使用される。
1932（最初のテスト）と1935年の間、パリで自分のスタジオでクレア・パーカーは、彼女自身の名前で登録されBrevet d'InventionNº792340・デ・ラ・ディレクションでPropriétéIndustrielle、MinistèreduCommerce et de L´Industrie、RépubliqueFrançaise、パリ1935年。彼らはそれを使って50年間で合計6本の非常に短い映画を作った。フィルムは、デバイスが使いにくいために実行時間が短く、白い表面上の影を使用して画像が作成されるため、モノクロの性質がある。
アレクサンドル・アレクセイエフとパーカーが製作したオリジナルのピンスクリーンには、100万本以上のピンがあった。現在、そのピンスクリーンは、パリ近郊の国立映画映像センターと動画センターに保管してある。現在モントリオールのカナダ国立映画庁にあるピンスクリーンには、240,000本のピンがある。ピンは通常、小さなツール、一度にピンのグループ、または他の特殊な機器で押される。非常に薄いため、個々のピンを操作することは非常に困難であり、実際には望ましくない。一度に1つのピンを移動すると、ピンが曲がってピンスクリーンが台無しになるリスクがある。さらに、1つのピンによって投影される影はごくわずかであり、ほとんど知覚できない。グループで操作された場合にのみ、ピンの影がキアロスクーロ効果を生み出すのに十分な密度になる。ピンのグループは、特別に作成されたものから、電球、スプーン、フォーク、さらにはロシアのマトリョーシカ人形などのよりありふれたものまで、さまざまなツールで押し出される。フレームは一度に1つずつ作成され、各フレームは前のフレームの増分変更である。各フレームを撮影した後、画像をつなぎ合わせて、一時停止することなく画像を作成する。ピンを含むフレームアセンブリは非常にしっかりと構築され、安全な方法で取り付けられ、映画の各画像が入念に構成されているため、アニメーションカメラに毎日、毎週、安定した画像を提供する。

### カナダ国立映画庁（NFB of Canada）との関与
カナダ国立映画庁（NFB of Canada）はピンスクリーンアニメーション の直接的な開発に関与していない。しかし、カナダ国立映画庁は、二人が製作したピンスクリーンの1つを購入。そして1972年8月7日、アレクサンドルアレクセイエフとパーカーがゲストとして、NFB内のアニメーターのグループにピンスクリーンをデモンストレーションした。セシルスター（アレクサンドルアレクセイエフとパーカーの友人であり、米国での彼らの作品の配給業者）が、アレクサンドルアレクセイエフの知識を維持する機会を逃してはならないことをノーマンマクラレンに話しかける介入を最も強く主張したため、このデモンストレーションは撮影され、後にNFBによって発表された。ピンスクリーンとして。この映画は、「ピンスクリーンテスト」（1961年）とともに、ノーマンマクラレン：マスターズエディションDVDコレクションのディスク7に収録されている。この映画では、キャロラインリーフを含む、ピンスクリーンボードを使った実験の最後にいくつかのアニメーターを見ることができる。

## ピンスクリーンアニメーター
日本人には確認されていない。
ジャック・ドゥルーアン
2005年に引退するまで、国立映画庁のはピンスクリーンアニメーションに関与し続けた。 Drouinのピンスクリーン作品には、1976年の映画Mindscape / Lepaysagisteが含まれていた。
ミシェル・レミュー
2012年の映画「Hereand the Great Elsewhere」で、NFBの支援を受けてピンスクリーンを使用した。2015年、 CNCは、1977年にアレクサンドルアレクセフとパーカーが製作した最後のピンスクリーンであるエピネットを買収して復元した。新世代のピンスクリーンアーティストを鼓舞するイニシアチブの一環として、Lemieuxの指導の下、8人のアーティストが新しく復元されたデバイスでトレーニングするよう招待された。フランスのアニメーター、ジャスティンヴィルステカーは、エピネットでの4週間の集中滞在に選ばれたアーティストの1人だった。このレジデンシーにより、Vuylstekerは2018年に短編映画Embraced を完成させた。

## その他
Ward Flemingは、これまでに世界中で5,000万個以上を販売したおもちゃである、垂直3次元画像スクリーンの特許を取得した。それ以来、より小さく、より安価なモデルが「ピンアート」と呼ばれる5×7インチのおもちゃバージョンとして開発され、科学博物館やWebや印刷されたカタログで販売されることもある。このデバイスは、ピンスクリーンボードの手法に触発されたとしても、ピンスクリーンと呼ばれるべきではない。AlexeïeffとParkerによって作成された元のピンスクリーンといくつかの類似点があるが、これらの類似点はピンスクリーンにはならない。動きに強いヘッドレスピンではなく、自由に動く釘でできている。ネイルは密度分布によってある種の画像を形成するが、元のピンスクリーンでは、画像は影を落として作成される。影を落とさなければ、ピンスクリーンはない。

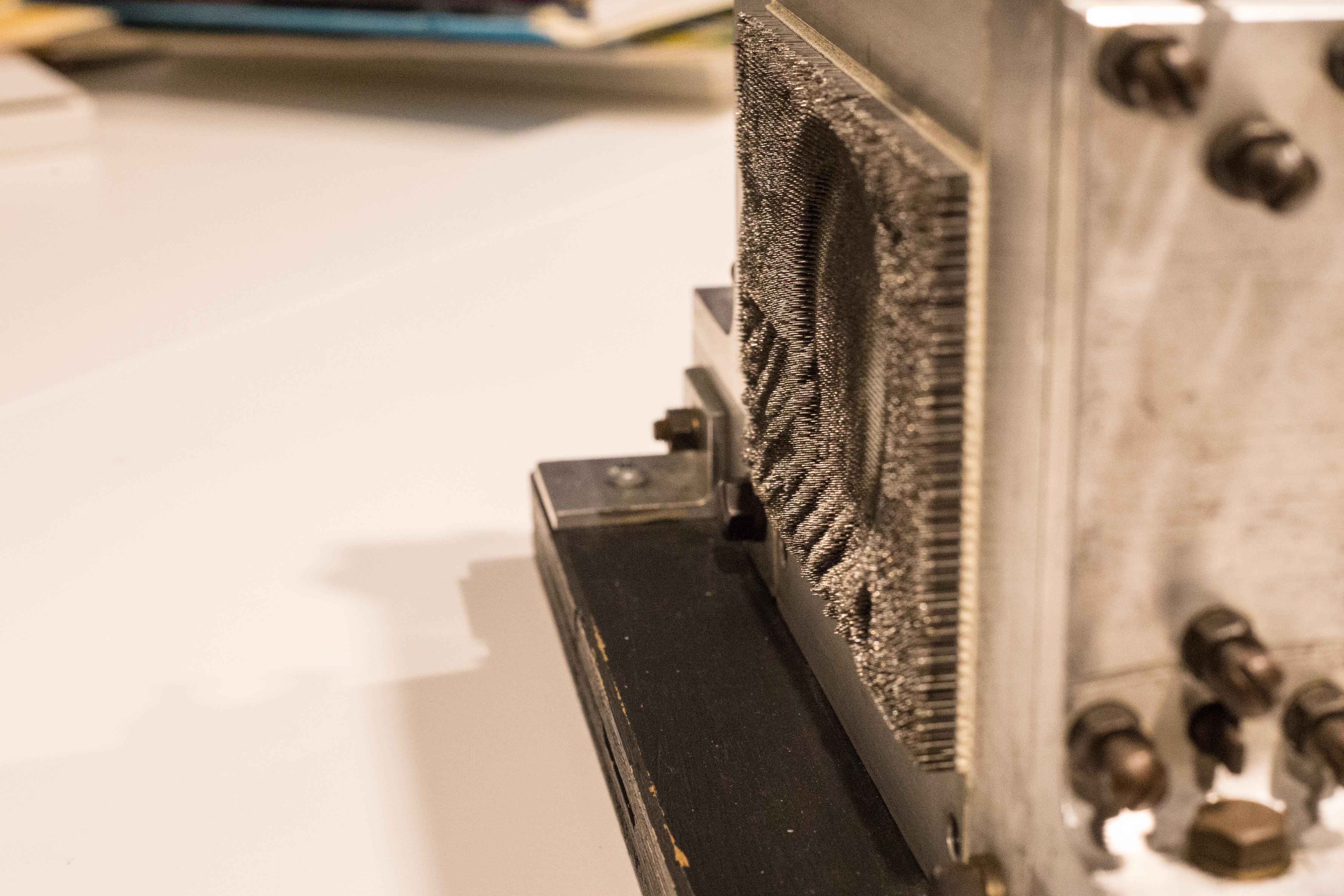
ピンスクリーン（初期モデル）のクローズアップ

この形式のアニメーションは非常に時間がかかり、実行が困難であるため、最も人気のないアニメーション方法である。その不人気の追加の理由は、その高価な性質である。個人的には、ピンは比較的安価である。ただし、1つの画面を完成させるために100万以上が使用されることも珍しくなく、製造コストが急速に増加する。
おそらく、ピンスクリーン技法の最も有名な使用法は、カフカの小説「審判｣のオーソンウェルズの1962年の映画である。映画は短いが印象的なピンスクリーンセグメントで始まり、その要素は俳優の上と後ろに投影された後のシーンで再び現れる。

## デジタルピンスクリーンアニメーション
コストと労働集約的なアニメーションプロセスのために、物理的なピンスクリーンによって生成された画像をシミュレートすることを目的として、いくつかのコンピュータプログラムが作成されてきた。デジタルピンスクリーンアニメーションを使用する利点の1つは、画像の復元である。従来のピンスクリーンでは、精度を保証せずにもう一度画像を作成する以外に、以前の画像を復元する方法はなかった。デジタルピンスクリーンを使用すると、同じ画像を再作成せずに取得して変更できる。